# Formel 1-VM 2021
Formel 1-VM 2021 var den sjuttioandra säsongen av Fédération Internationale de l'Automobile:s världsmästerskap för formelbilar, Formel 1. 2021 års tävlingskalender bestod av 22 lopp, vilket var den längsta säsongen i Formel 1:s historia. Det var även första säsongen som man körde i Saudiarabien respektive Qatar.
Säsongen 2020 skulle vara den sista säsongen med dåvarande tekniska reglemente. Inför 2021 skulle det ha kommit radikala förändringar i reglementet. Dessa ändringar kom istället att ske till säsongen 2022 på grund av coronaviruspandemin.
Lewis Hamilton och Mercedes stod som titelförsvarare i förarmästerskapet respektive konstruktörsmästerskapet efter att ha vunnit respektive titel säsongen 2020.
Max Verstappen för Red Bull vann förarmästerskapet för första gången i karriären medan Mercedes vann konstruktörsmästerskapet för åttonde gången i rad.

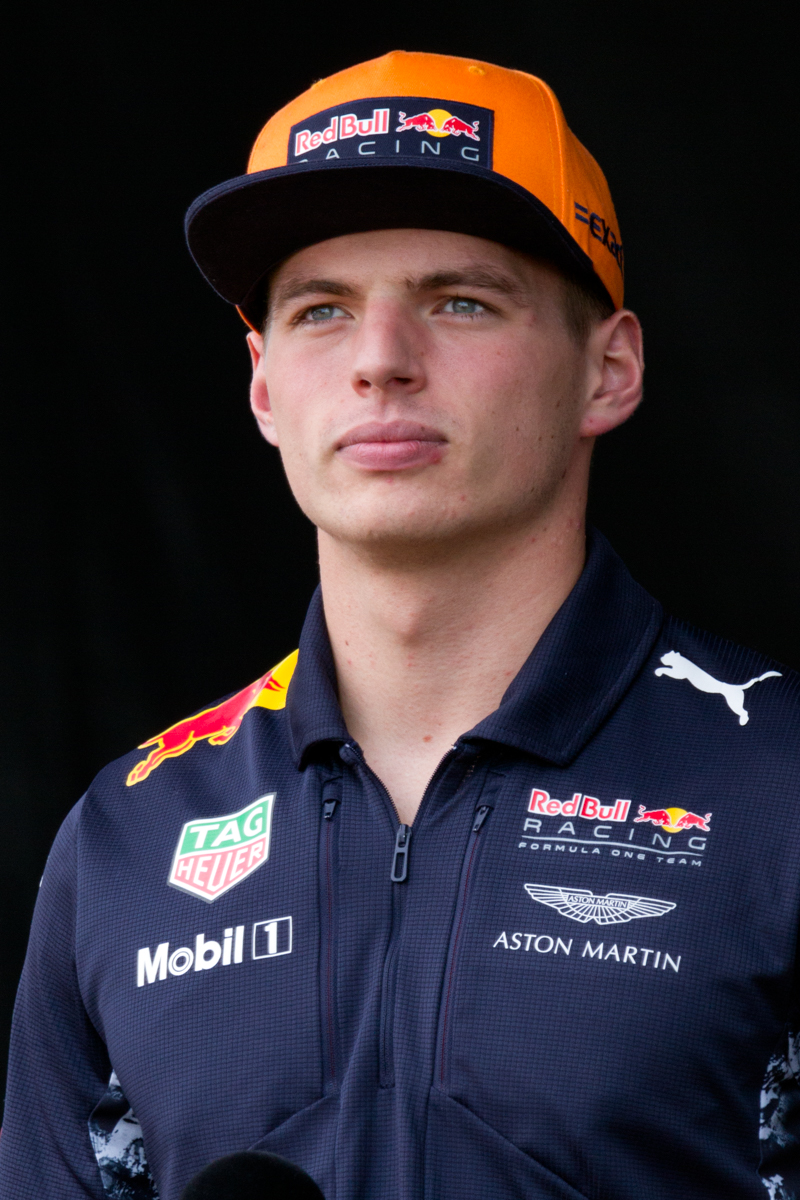
Max Verstappen för Red Bull vann sitt första förarmästerskap.

## Stall och förare
Följande stall och förare deltog i 2021 års säsong av Formel 1-VM.
| Stall                           | Konstruktör               | Chassi | Motorenhet          | Nr. | Förare             | Ref.          |
| ------------------------------- | ------------------------- | ------ | ------------------- | --- | ------------------ | ------------- |
| Alfa Romeo Racing Orlen         | Alfa Romeo Racing-Ferrari | C41    | Ferrari 065/6       | 7   | Kimi Räikkönen     | [ 9 ]         |
| Alfa Romeo Racing Orlen         | Alfa Romeo Racing-Ferrari | C41    | Ferrari 065/6       | 99  | Antonio Giovinazzi | [ 9 ]         |
| Alfa Romeo Racing Orlen         | Alfa Romeo Racing-Ferrari | C41    | Ferrari 065/6       | 88  | Robert Kubica      | [ 10 ] [ 11 ] |
| Scuderia Alpha Tauri Honda      | Alpha Tauri-Honda         | AT02   | Honda RA621H        | 10  | Pierre Gasly       | [ 14 ]        |
| Scuderia Alpha Tauri Honda      | Alpha Tauri-Honda         | AT02   | Honda RA621H        | 22  | Yuki Tsunoda       | [ 16 ]        |
| Alpine F1 Team                  | Alpine-Renault            | A521   | Renault E-Tech 20B  | 14  | Fernando Alonso    | [ 20 ]        |
| Alpine F1 Team                  | Alpine-Renault            | A521   | Renault E-Tech 20B  | 31  | Esteban Ocon       | [ 21 ]        |
| Aston Martin Cognizant F1 Team  | Aston Martin-Mercedes     | AMR21  | Mercedes-AMG F1 M12 | 5   | Sebastian Vettel   | [ 26 ]        |
| Aston Martin Cognizant F1 Team  | Aston Martin-Mercedes     | AMR21  | Mercedes-AMG F1 M12 | 18  | Lance Stroll       | [ 26 ]        |
| Scuderia Ferrari Mission Winnow | Ferrari                   | SF21   | Ferrari 065/6       | 16  | Charles Leclerc    | [ 29 ]        |
| Scuderia Ferrari Mission Winnow | Ferrari                   | SF21   | Ferrari 065/6       | 55  | Carlos Sainz Jr.   | [ 30 ]        |
| Uralkali Haas F1 Team           | Haas-Ferrari              | VF-21  | Ferrari 065/6       | 9   | Nikita Mazepin     | [ 36 ]        |
| Uralkali Haas F1 Team           | Haas-Ferrari              | VF-21  | Ferrari 065/6       | 47  | Mick Schumacher    | [ 38 ]        |
| McLaren F1 Team                 | McLaren-Mercedes          | MCL35M | Mercedes-AMG F1 M12 | 3   | Daniel Ricciardo   | [ 41 ]        |
| McLaren F1 Team                 | McLaren-Mercedes          | MCL35M | Mercedes-AMG F1 M12 | 4   | Lando Norris       | [ 42 ]        |
| Mercedes-AMG Petronas F1 Team   | Mercedes                  | F1 W12 | Mercedes-AMG F1 M12 | 44  | Lewis Hamilton     | [ 45 ]        |
| Mercedes-AMG Petronas F1 Team   | Mercedes                  | F1 W12 | Mercedes-AMG F1 M12 | 77  | Valtteri Bottas    | [ 46 ]        |
| Red Bull Racing Honda           | Red Bull Racing-Honda     | RB16B  | Honda RA621H        | 11  | Sergio Pérez       | [ 49 ]        |
| Red Bull Racing Honda           | Red Bull Racing-Honda     | RB16B  | Honda RA621H        | 33  | Max Verstappen     | [ 50 ]        |
| Williams Racing                 | Williams-Mercedes         | FW43B  | Mercedes-AMG F1 M12 | 6   | Nicholas Latifi    | [ 53 ]        |
| Williams Racing                 | Williams-Mercedes         | FW43B  | Mercedes-AMG F1 M12 | 63  | George Russell     | [ 54 ]        |

### Stalländringar
McLaren meddelade att de skulle byta motorleverantör till Mercedes inför säsongen 2021 och därmed sluta använda Renault-motorer. Racing Point bytte namn och blev Aston Martin. Namnbytet kom efter att delägaren av stallet Lawrence Stroll investerat och blivit delägare i Aston Martin. Renault bytte också namn till Alpine, samma namn som bilmärkets sportbilsmärke, Alpine.

### Förarbyte

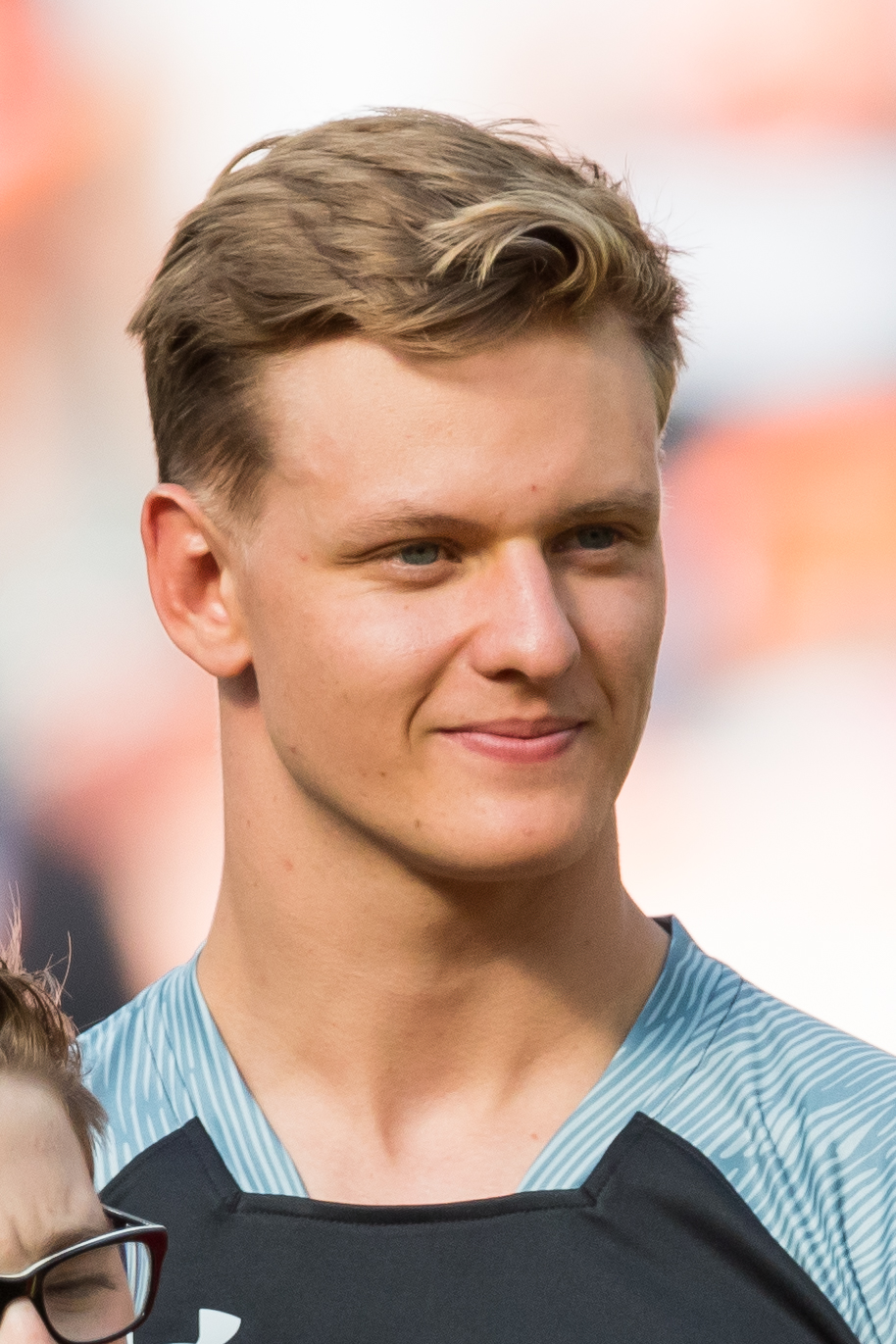
Mick Schumacher, son till Michael Schumacher, gör sin debut i Formel 1.

Sebastian Vettel lämnade Ferrari efter säsongen 2020. Den fyrfaldige världsmästaren lämnade efter sex säsonger med stallet och Carlos Sainz, Jr. fyllde hans plats, som i sin tur lämnade McLaren. Daniel Ricciardo lämnade Renault och flyttade till McLaren där han tog Sainz plats. Ricciardos plats i Renault, som blev Alpine inför 2021, ersattes med den tvåfaldige världsmästaren Fernando Alonso som återvände till Formel 1 efter att han lämnade efter säsongen 2018 då han körde för McLaren.
Sergio Pérez lämnade Racing Point då stallet bytte namn till Aston Martin inför 2021. Pérez hade sedan tidigare signerat ett treårskontrakt med stallet. Vettel ersatte Pérez från och med säsongen 2021.
Romain Grosjean och Kevin Magnussen, som hade kört för Haas sedan säsongen 2016 respektive 2017, lämnade stallet i slutet av 2020. Stallet kontrakterade istället två stycken Formel 2-förare, Nikita Mazepin och Mick Schumacher, som fyllde de två platserna i stallet från och med säsongen 2021.
Alpha Tauri meddelade den 16 december 2020 att Daniil Kvyat skulle ersättas med den japanska Formel 2-föraren Yuki Tsunoda som är en Red Bull junior-förare. Kvyat blev istället reservförare för Alpine under 2021.
Den 18 december 2020 meddelade Red Bull att Sergio Pérez skulle ersätta Alexander Albon under 2021. Albon kommer fortsatt vara kvar i stallet som reservförare och testförare.

## Tävlingskalender

De länder som Formel 1 anordnades i är markerade i grönt.

En provisorisk kalender för säsongen 2021 bestående av 23 deltävlingar bekräftades av FIA den 10 november 2020 Under året gjordes dock ett stort antal förändringar av kalendern till följd av Coronaviruspandemin 2019–2021. 

### Slutgiltig kalender
Den slutgiltiga kalendern för säsongen 2021 bestod av totalt 22 deltävlingar och såg ut som följer:
|         | Grand Prix                 | Bana                                         | Datum        | Rapport |
| ------- | -------------------------- | -------------------------------------------- | ------------ | ------- |
| 1       | Bahrains Grand Prix        | Bahrain International Circuit, Sakhir        | 28 mars      | Rapport |
| 2       | Emilia-Romagnas Grand Prix | Autodromo Enzo e Dino Ferrari, Imola         | 18 april     | Rapport |
| 3       | Portugals Grand Prix       | Autódromo Internacional do Algarve, Portimão | 2 maj        | Rapport |
| 4       | Spaniens Grand Prix        | Circuit de Barcelona-Catalunya, Barcelona    | 9 maj        | Rapport |
| 5       | Monacos Grand Prix         | Circuit de Monaco, Monte Carlo               | 23 maj       | Rapport |
| 6       | Azerbajdzjans Grand Prix   | Baku City Circuit, Baku                      | 6 juni       | Rapport |
| 7       | Frankrikes Grand Prix      | Circuit Paul Ricard, Le Castellet            | 20 juni      | Rapport |
| 8       | Steiermarks Grand Prix     | Red Bull Ring, Steiermark                    | 27 juni      | Rapport |
| 9       | Österrikes Grand Prix      | Red Bull Ring, Steiermark                    | 4 juli       | Rapport |
| 10      | Storbritanniens Grand Prix | Silverstone Circuit, Silverstone             | 18 juli      | Rapport |
| 11      | Ungerns Grand Prix         | Hungaroring, Budapest                        | 1 augusti    | Rapport |
| 12      | Belgiens Grand Prix        | Circuit de Spa-Francorchamps, Stavelot       | 29 augusti   | Rapport |
| 13      | Nederländernas Grand Prix  | Circuit Zandvoort, Zandvoort                 | 5 september  | Rapport |
| 14      | Italiens Grand Prix        | Autodromo Nazionale Monza, Monza             | 12 september | Rapport |
| 15      | Rysslands Grand Prix       | Sotji Autodrom, Sotji                        | 26 september | Rapport |
| 16      | Turkiets Grand Prix        | Istanbul Park, Tuzla                         | 10 oktober   | Rapport |
| 17      | USA:s Grand Prix           | Circuit of the Americas, Austin, Texas       | 24 oktober   | Rapport |
| 18      | Mexikos Grand Prix         | Autódromo Hermanos Rodríguez, Mexico City    | 7 november   | Rapport |
| 19      | Brasiliens Grand Prix      | Autódromo José Carlos Pace, São Paulo        | 14 november  | Rapport |
| 20      | Qatars Grand Prix          | Losail International Circuit, Doha           | 21 november  | Rapport |
| 21      | Saudiarabiens Grand Prix   | Jeddah Corniche Circuit, Saudiarabien        | 5 december   | Rapport |
| 22      | Abu Dhabis Grand Prix      | Yas Marina Circuit, Abu Dhabi                | 12 december  | Rapport |
| Källor: |                            |                                              |              |         |

### Inställda deltävlingar
Följande deltävlingar ingick i den provisoriska kalendern men blev inställda på grund av Coronaviruspandemin 2019–2021.
| Grand Prix             | Bana                                       | Ursprungligt datum |
| ---------------------- | ------------------------------------------ | ------------------ |
| Kinas Grand Prix       | Shanghai International Circuit, Shanghai   | 11 april           |
| Kanadas Grand Prix     | Circuit Gilles Villeneuve, Montréal        | 13 juni            |
| Singapores Grand Prix  | Marina Bay Street Circuit, Singapore       | 3 oktober          |
| Japans Grand Prix      | Suzuka International Racing Course, Suzuka | 10 oktober         |
| Australiens Grand Prix | Albert Park Circuit, Melbourne             | 21 november        |
| Källor:                |                                            |                    |

### Tillagda deltävlingar i den slutgiltiga kalendern
Följande deltävlingar ingick inte i den provisoriska kalender men blev tillagda och ingick i den slutgiltiga kalendern.
- Emilia-Romagnas Grand Prix
- Portugals Grand Prix
- Steiermarks Grand Prix
- Turkiets Grand Prix
- Qatars Grand Prix

### Kalenderförändringar
- Portugals Grand Prix vid Autódromo Internacional do Algarve i Portimão var planerad som ett engångslopp säsongen 2020 men Liberty Media meddelade att banan återvänder som det tredje ingående loppet i säsongen 2021.[68]

- Nederländernas Grand Prix kommer att återvända.[69] Det kommer att vara det första loppet i Nederländerna sedan 1985. Loppet skulle egentligen återvänt redan säsongen 2020 men ställdes in på grund av coronaviruspandemin 2019–2021.[70]
- Saudiarabiens Grand Prix kommer att göra sin debut med ett nattlopp som kommer köras på den temporära banan Jeddah Corniche Circuit i staden Jeddah.[71] Det finns planer på att flytta loppet till Qiddiya redan 2023.[72][73]
- Vietnams Grand Prix skulle gjort sin debut redan säsongen 2020 men ställdes in på grund av coronaviruspandemin.[74] Loppet lades inte till i kalendern för säsongen 2021 på grund av korruptionsåtal mot en av arrangörerna i Vietnam.[75]

Ytterligare förändringar till kalendern är planerade som efterföljd av coronaviruspandemin.
- Azerbajdzjans och Monacos Grand Prix återvänder till kalendern.[76][77][78]
- Australiens, Brasiliens, Frankrikes, Japans, Mexikos och USA:s Grand Prix återvänder till kalendern.[79][80]
- 70-årsjubileumets, Eifels, Sakhirs, Turkiets och Toscanas Grand Prix är inte inkluderade i säsongen 2021 då dessa loppen lades till endast i säsongen 2020 för att fylla kalendern då många andra lopp ställdes in.[81]
- Qatars Grand Prix läggs till i kalendern den 21 november. Det är första gången ett Formel 1-lopp kommer hållas i Qatar.[82]

### Kalenderförändringar på grund av Covid-19-pandemin
Den provisoriska kalender som godkändes av FIA World Motor Sport Council inkluderade Kinas Grand Prix, som skulle ägt rum den 11 april. Loppet ställdes in på grund av reserestriktioner relaterat till Coronaviruspandemin 2019–2021. Loppet ersattes med Emilia-Romagnas Grand Prix som körs på Imola i Italien, detta lopp var ursprungligen avsett att vara ett engångslopp under säsongen 2020. Australiens Grand Prix sköts också upp. Loppet skulle ägt rum den 21 mars som det inledande loppet under säsongen 2021. Istället skulle Bahrains Grand Prix bli säsongens första lopp. Loppet i Australien flyttades fram till den 21 november. Datumen förBrasiliens Grand Prix, Saudiarabiens Grand Prix och Abu Dhabis Grand Prix ändrades för att tillgodose detta.
Den 28 april ställdes Kanadas Grand Prix in för andra året i rad på grund av covid-19-pandemin och ersattes kort därefter med Turkiets Grand Prix som ursprungligen var tänkt som ett engångslopp under säsongen 2020. Den 14 maj 2021 sköts Turkiets Grand Prix upp på grund av reserestriktioner som införts av Storbritanniens regering. Som ett resultat av detta flyttades Frankrikes Grand Prix fram en vecka och Steiermarks Grand Prix på Red Bull Ring lades till i kalendern.
Den 4 juni 2021 rapporterade BBC att Singapores Grand Prix ställdes in. Det bekräftades senare av Formel 1-ledningen. Den 25 juni 2021 meddelade Formel 1-gruppen att Turkiets Grand Prix som tidigare sköts upp skulle ta Singapores plats den 3 oktober. Australiens Grand Prix ersattes med ett lopp i Qatar och det blev första gången ett Formel 1-lopp körs i Qatar.

## Resultat

### Grand Prix
|    | Grand Prix                 | Pole position   | Snabbaste varv   | Segrande förare  | Segrande konstruktör | Rapport |
| -- | -------------------------- | --------------- | ---------------- | ---------------- | -------------------- | ------- |
| 1  | Bahrains Grand Prix        | Max Verstappen  | Valtteri Bottas  | Lewis Hamilton   | Mercedes             | Rapport |
| 2  | Emilia-Romagnas Grand Prix | Lewis Hamilton  | Lewis Hamilton   | Max Verstappen   | Red Bull             | Rapport |
| 3  | Portugals Grand Prix       | Valtteri Bottas | Valtteri Bottas  | Lewis Hamilton   | Mercedes             | Rapport |
| 4  | Spaniens Grand Prix        | Lewis Hamilton  | Max Verstappen   | Lewis Hamilton   | Mercedes             | Rapport |
| 5  | Monacos Grand Prix         | Charles Leclerc | Lewis Hamilton   | Max Verstappen   | Red Bull             | Rapport |
| 6  | Azerbajdzjans Grand Prix   | Charles Leclerc | Max Verstappen   | Sergio Pérez     | Red Bull             | Rapport |
| 7  | Frankrikes Grand Prix      | Max Verstappen  | Max Verstappen   | Max Verstappen   | Red Bull             | Rapport |
| 8  | Steiermarks Grand Prix     | Max Verstappen  | Lewis Hamilton   | Max Verstappen   | Red Bull             | Rapport |
| 9  | Österrikes Grand Prix      | Max Verstappen  | Max Verstappen   | Max Verstappen   | Red Bull             | Rapport |
| 10 | Storbritanniens Grand Prix | Max Verstappen  | Sergio Pérez     | Lewis Hamilton   | Mercedes             | Rapport |
| 11 | Ungerns Grand Prix         | Lewis Hamilton  | Pierre Gasly     | Esteban Ocon     | Alpine               | Rapport |
| 12 | Belgiens Grand Prix        | Max Verstappen  | Ingen            | Max Verstappen   | Red Bull             | Rapport |
| 13 | Nederländernas Grand Prix  | Max Verstappen  | Lewis Hamilton   | Max Verstappen   | Red Bull             | Rapport |
| 14 | Italiens Grand Prix        | Max Verstappen  | Daniel Ricciardo | Daniel Ricciardo | McLaren              | Rapport |
| 15 | Rysslands Grand Prix       | Lando Norris    | Lando Norris     | Lewis Hamilton   | Mercedes             | Rapport |
| 16 | Turkiets Grand Prix        | Valtteri Bottas | Valtteri Bottas  | Valtteri Bottas  | Mercedes             | Rapport |
| 17 | USA:s Grand Prix           | Max Verstappen  | Lewis Hamilton   | Max Verstappen   | Red Bull             | Rapport |
| 18 | Mexikos Grand Prix         | Valtteri Bottas | Valtteri Bottas  | Max Verstappen   | Red Bull             | Rapport |
| 19 | Brasiliens Grand Prix      | Valtteri Bottas | Sergio Pérez     | Lewis Hamilton   | Mercedes             | Rapport |
| 20 | Qatars Grand Prix          | Lewis Hamilton  | Max Verstappen   | Lewis Hamilton   | Mercedes             | Rapport |
| 21 | Saudiarabiens Grand Prix   | Lewis Hamilton  | Lewis Hamilton   | Lewis Hamilton   | Mercedes             | Rapport |
| 22 | Abu Dhabis Grand Prix      | Max Verstappen  | Max Verstappen   | Max Verstappen   | Red Bull             | Rapport |

### Poängsystem
De tio främst placerade förarna i respektive Grand Prix tilldelades poäng i en fallande ordning enligt nedan. 
Den förare som satte snabbaste varv i loppet tilldelades också en extra poäng under förutsättning att denne tillhörde de tio främst placerade. 
Vid de deltävlingar där det kördes sprintkval (Storbritanniens GP, Italiens GP och Brasiliens GP) fick de tre främst placerade förarna i sprintkvalet poäng enligt nedan.
| Position   | 1:a | 2:a | 3:a | 4:a | 5:a | 6:a | 7:a | 8:a | 9:a | 10:a | Snabbaste varv |
| ---------- | --- | --- | --- | --- | --- | --- | --- | --- | --- | ---- | -------------- |
| Poäng      | 25  | 18  | 15  | 12  | 10  | 8   | 6   | 4   | 2   | 1    | 1              |
| Sprintkval | 3   | 2   | 1   |     |     |     |     |     |     |      |                |

### Förarmästerskapet
| Position | Förare             | Stall        | BAH | EMI  | POR  | SPA | MON   | AZE   | FRA  | STE | ÖST  | STO    | UNG | BEL‡ | NED | ITA    | RYS  | TUR  | USA | MEX  | BRA | QAT | SAU  | ABU  | Poäng |
| -------- | ------------------ | ------------ | --- | ---- | ---- | --- | ----- | ----- | ---- | --- | ---- | ------ | --- | ---- | --- | ------ | ---- | ---- | --- | ---- | --- | --- | ---- | ---- | ----- |
| 1        | Max Verstappen     | Red Bull     | 2 P | 1    | 2    | 2 S | 1     | 18† S | 1 PS | 1 P | 1 PS | DNF1 P | 9   | 1 P  | 1 P | DNF2 P | 2    | 2    | 1 P | 1    | 2   | 2 S | 2    | 1 PS | 395,5 |
| 2        | Lewis Hamilton     | Mercedes     | 1   | 2 PS | 1    | 1 P | 7 S   | 15    | 2    | 2 S | 4    | 1 2    | 2 P | 3    | 2 S | DNF    | 1    | 5    | 2 S | 2    | 1   | 1 P | 1 PS | 2    | 387,5 |
| 3        | Valtteri Bottas    | Mercedes     | 3 S | DNF  | 3 PS | 3   | DNF   | 12    | 4    | 3   | 2    | 3      | DNF | 12   | 3   | 31     | 5    | 1 PS | 6   | 15PS | 31P | DNF | 3    | 6    | 226   |
| 4        | Sergio Pérez       | Red Bull     | 5   | 11   | 4    | 5   | 4     | 1     | 3    | 4   | 6    | 16 S   | DNF | 20   | 8   | 5      | 9    | 3    | 3   | 3    | 4S  | 4   | DNF  | 15†  | 190   |
| 5        | Carlos Sainz, Jr.  | Ferrari      | 8   | 5    | 11   | 7   | 2     | 8     | 11   | 6   | 5    | 6      | 3   | 10   | 7   | 6      | 3    | 8    | 7   | 6    | 63  | 7   | 8    | 3    | 164,5 |
| 6        | Lando Norris       | McLaren      | 4   | 3    | 5    | 8   | 3     | 5     | 5    | 5   | 3    | 4      | DNF | 14   | 10  | 2      | 7 PS | 7    | 8   | 10   | 10  | 9   | 10   | 7    | 160   |
| 7        | Charles Leclerc    | Ferrari      | 6   | 4    | 6    | 4   | DNS P | 4 P   | 16   | 7   | 8    | 2      | DNF | 8    | 5   | 4      | 15   | 4    | 4   | 5    | 5   | 8   | 7    | 10   | 159   |
| 8        | Daniel Ricciardo   | McLaren      | 7   | 6    | 9    | 6   | 12    | 9     | 6    | 13  | 7    | 5      | 11  | 4    | 11  | 13 S   | 4    | 13   | 5   | 12   | DNF | 12  | 5    | 12   | 115   |
| 9        | Pierre Gasly       | Alpha Tauri  | 17† | 7    | 10   | 10  | 6     | 3     | 7    | DNF | 9    | 11     | 5S  | 6    | 4   | DNF    | 13   | 6    | DNF | 4    | 7   | 11  | 6    | 5    | 110   |
| 10       | Fernando Alonso    | Alpine       | DNF | 10   | 8    | 17  | 13    | 6     | 8    | 9   | 10   | 7      | 4   | 11   | 6   | 8      | 6    | 16   | 18  | 9    | 8   | 3   | 14   | 8    | 81    |
| 11       | Esteban Ocon       | Alpine       | 13  | 9    | 7    | 9   | 9     | DNF   | 14   | 14  | DNF  | 9      | 1   | 7    | 9   | 10     | 14   | 10   | DNF | 13   | 9   | 5   | 4    | 9    | 74    |
| 12       | Sebastian Vettel   | Aston Martin | 15  | 15†  | 13   | 13  | 5     | 2     | 9    | 12  | 16†  | DNF    | DSQ | 5    | 13  | 12     | 12   | 18   | 10  | 7    | 11  | 10  | 16†  | 11   | 43    |
| 13       | Lance Stroll       | Aston Martin | 10  | 8    | 14   | 11  | 8     | DNF   | 10   | 8   | 13   | 8      | DNF | 18   | 12  | 7      | 11   | 9    | 13  | 14   | DNF | 6   | 11   | 13   | 34    |
| 14       | Yuki Tsunoda R     | Alpha Tauri  | 9   | 12   | 15   | DNF | 14    | 7     | 13   | 10  | 12   | 10     | 6   | 15   | DNF | DNF    | 17   | 14   | 9   | DNF  | 15  | 13  | 13   | 4    | 32    |
| 15       | George Russell     | Williams     | 14  | DNF  | 16   | 14  | 15    | 17†   | 12   | DNF | 11   | 12     | 8   | 2    | 17  | 9      | 10   | 15   | 14  | 16   | 13  | 17  | DNF  | DNF  | 16    |
| 16       | Kimi Räikkönen     | Alfa Romeo   | 11  | 13   | DNF  | 12  | 11    | 10    | 17   | 11  | 17†  | 15     | 10  | 19   |     |        | 8    | 12   | 12  | 8    | 12  | 14  | 15   | DNF  | 10    |
| 17       | Nicholas Latifi    | Williams     | 18† | DNF  | 18   | 16  | 16    | 16    | 18   | 17  | 15   | 14     | 7   | 9    | 16  | 11     | 19   | 17   | 15  | 17   | 16  | DNF | 12   | DNF  | 7     |
| 18       | Antonio Giovinazzi | Alfa Romeo   | 12  | 14   | 12   | 15  | 10    | 11    | 15   | 15  | 14   | 13     | 14  | 13   | 14  | 13     | 16   | 11   | 11  | 11   | 14  | 15  | 9    | DNF  | 5     |
| 19       | Mick Schumacher R  | Haas         | 16  | 16   | 17   | 18  | 17    | 13    | 19   | 16  | 18   | 18     | 12  | 16   | 18  | 15     | DNF  | 19   | 16  | DNF  | 17  | 16  | DNF  | 14   | 0     |
| 20       | Robert Kubica      | Alfa Romeo   |     |      |      |     |       |       |      |     |      |        |     |      | 15  | 14     |      |      |     |      |     |     |      |      | 0     |
| 21       | Nikita Mazepin R   | Haas         | DNF | 17   | 19   | 19  | 18    | 14    | 20   | 18  | 19   | 17     | DNF | 17   | DNF | DNF    | 18   | 20   | 17  | 18   | 18  | 18  | DNF  | DNS  | 0     |
| Position | Förare             | Stall        | BAH | EMI  | POR  | SPA | MON   | AZE   | FRA  | STE | ÖST  | STO    | UNG | BEL‡ | NED | ITA    | RYS  | TUR  | USA | MEX  | BRA | QAT | SAU  | ABU  | Poäng |

| Färg    | Resultat                   |
| ------- | -------------------------- |
| Guld    | Vinnare                    |
| Silver  | Andraplats                 |
| Brons   | Tredjeplats                |
| Grön    | Top 5                      |
| Ljusblå | Top 10                     |
| Mörkblå | Annan flaggad position     |
| Rosa    | Bröt loppet (DNF)          |
| Svart   | Diskvalificerad (DSQ)      |
| Vit     | Startade inte loppet (DNS) |
| Vit     | Loppet inställt (C)        |
| Blank   | Deltog ej på träning (DNP) |
| Blank   | Exkluderad (EX)            |
| Blank   | Ankom ej (DNA)             |
| Blank   | Drog tillbaka anmälan (WD) |
| Blank   | Tävlade inte (tom)         |

| Notering          |                                    |
| P                 | Pole position i kvalet             |
| F                 | Snabbaste varv i loppet            |
| Siffra i exponent | Poänggivande position i sprintkval |
| R                 | Rookie i Formel 1                  |

Noter:
- † – Föraren körde inte färdigt loppet men blev ändå klassificerad eftersom han körde färdigt mer än 90% av racedistansen.
- ‡ - Vid Belgiens Grand Prix delades enbart halva poängen ut eftersom mindre än 75% av den planerade racedistansen kördes färdigt.

### Konstruktörsmästerskapet
| Position | Stall                     | Poäng |
| -------- | ------------------------- | ----- |
| 1        | Mercedes                  | 613,5 |
| 2        | Red Bull Racing-Honda     | 585,5 |
| 3        | Ferrari                   | 323,5 |
| 4        | McLaren-Mercedes          | 275   |
| 5        | Alpine-Renault            | 155   |
| 6        | Alpha Tauri-Honda         | 142   |
| 7        | Aston Martin-Mercedes     | 77    |
| 8        | Williams-Mercedes         | 23    |
| 9        | Alfa Romeo Racing-Ferrari | 13    |
| 10       | Haas-Ferrari              | 0     |
| Position | Stall                     | Poäng |

## Säsongssammanfattning

### Försäsong
Vintertesten flyttades från Circuit de Barcelona-Catalunya till Bahrain International Circuit i Sakhir, Bahrain och tog plats under tre dagar mellan den 12 och 15 mars 2021. Bahrains regering erbjöd alla inblandade i Formel 1 Covid-19-vaccinationer, men Formel 1-gruppen tackade nej till erbjudandet. Det visade sig dock att flera stall och förare valt att tacka ja till erbjudandet.

### Mars
Max Verstappen tog pole position i säsongens första lopp i Bahrain. Det var dock Lewis Hamilton som tog segern efter att Verstappen i slutet av loppet kört om honom utanför banan och tvingats lämna tillbaka platsen.

### April
Verstappen vann det blöta Emilia Romagnas Grand Prix på Imola med Lewis Hamilton på andraplats efter det att Hamilton haft tur med en rödflagg i anslutning till sin avvåkning i loppet.
Den 28 april meddelade F1-gruppen att Kanadas Grand Prix ställdes in och ersättas med Turkiets Grand Prix vid samma datum. Turkiets Grand Prix kom sedan till att skjutas upp efter Storbritanniens regering infört reserestriktioner till Turkiet.

### Maj
Valtteri Bottas tog pole position i Portugals Grand Prix. Det var dock Lewis Hamilton som tog hem segern i loppet.
Hamilton vann även Spaniens Grand Prix efter att ha startat från pole position. 
I Monacos Grand Prix var det istället Ferraris Charles Leclerc som tog pole position. Han kunde dock inte starta loppet till följd av att hans bil var skadad efter en krasch i slutet av kvalet. Efter ett dåligt resultat från Mercedes i loppet övertog Red Bull ledningen i konstruktörsmästerskapet och Max Verstappen för samma stall tog ledningen i förarmästerskapet för första gången under sin karriär efter att ha vunnit loppet.

### Juni
Den 4 juni meddelade F1-gruppen att Singapores Grand Prix ställdes in, detta på grund av det allvarliga läget med coronaviruspandemin i landet.
I Azerbajdzjans Grand Prix tog Charles Leclerc återigen pole position. Det var dock Max Verstappen som ledde majoriteten av loppet tills han fick punktering och kraschade in i barriären i slutet av tävlingen, vilket gjorde att han tvingades bryta loppet som blev rödflaggat. I omstarten såg Hamilton ut att ta hem vinsten i stället, men han låste upp båda framhjulen i första kurvan och blev omkörd av hela fältet. Istället blev det Sergio Perez som tog sin andra seger i karriären. 
Vid Frankrikes Grand Prix tog Max Verstappen sin andra pole position under säsongen och vann loppet efter att ha kört om Lewis Hamilton på det näst sista varvet. 
I Steiermarks Grand Prix på Red Bull Ring tog Verstappen sin tredje pole position under säsongen och vann loppet med stor marginal.
Den 25 juni meddelade Formel 1-gruppen att Turkiets Grand Prix som tidigare sköts upp skulle ta Singapores plats den 3 oktober.

### Juli
Även det andra loppet på Red Bull Ring, Österrikes Grand Prix, vann Verstappen från pole position och drygade därmed ut sin mästerskapsledning till 32 poäng. 
I det efterföljande loppet, Storbritanniens Grand Prix, kördes en sprint för första gången i historien. Verstappen tog återigen pole position men blev på första varvet avkörd av Lewis Hamilton i mycket hög fart och tvingades på grund av detta bryta loppet. Hamilton vann loppet efter att ha fått ett tio sekunders straff vilket innebar att Verstappens ledning i mästerskapet nu var nere till sju poäng.

### Augusti
Esteban Ocon vann Ungerns Grand Prix vilket var hans första vinst i karriären. Hamilton ledde nu mästerskapet efter att ha kommit tvåa medan Verstappen slutade nia efter att ha fått stora skador på sin bil i samband med kraschen som Bottas orsakade.
Belgiens Grand Prix blev historiens kortaste Formel 1 lopp med officiellt endast 1 varv kört. George Russell tog sin första pallplats i Formel 1 vid detta lopp efter att ha kvalat in till den andra startrutan. Verstappen tog hem segern efter att ha tagit pole position. 

### September
Nederländernas Grand Prix på Zandvoort kördes för första gången på 34 år och Max Verstappen tog pole och körde hem vinsten. Han blev därmed den 34:e föraren genom historien att vinna ett F1-lopp i sitt hemland.
Kimi Räikkönen meddelade den 1 september 2021 att han skulle sluta med Formel 1 efter säsongen 2021. Den 6 september 2021 meddelade Valtteri Bottas att han skulle lämna Mercedes i slutet av säsongen för att istället köra för Alfa Romeo under säsongen 2022.
Daniel Ricciardo vann Italiens Grand Prix med stallkamraten Lando Norris på andraplats vilket innebar att en dubbelseger för McLaren var ett faktum. Detta var McLarens första seger sedan Brasilien 2012 och den första dubbelsegern sedan Kanada 2010. Både Verstappen, som startade i pole position, och Hamilton tvingades bryta loppet efter en krasch dem emellan i den första chikanen.
I Rysslands Grand Prix tog Lando Norris karriärens första pole position och ledde även stora delar av loppet fram tills det kom en regnskur på slutet. I detta läge valde Norris att stanna ute på sina torrdäck medan Hamilton, som låg tvåa, valde att byta till intermediates. När regnet tilltog körde Hamilton fort förbi Norris och tog därmed hem sin hundrade seger i karriären. Max Verstappen slutade tvåa efter att ha startat sist till följd av en motorbestraffning.

### Oktober
Valtteri Bottas vann Turkiets Grand Prix efter att ha startat i pole position. Lewis Hamilton var dock snabbast i kvalet men flyttades ned tio platser på startgriden efter en motorbestraffning. 
Max Verstappen vann USA:s Grand Prix från pole position efter en rafflande avslutning där Lewis Hamilton med nyare däck jagade ikapp Verstappen utan att lyckas köra om.

### November
Lewis Hamilton var snabbast i kvalet till Brasiliens Grand Prix men blev diskvalificerad från resultatlistan efter det att DRS-öppningen i hans bakvinge visade sig vara 0,2 mm för stor. Han tvingades därför starta sprinten från den sista rutan, men lyckades köra upp sig till en femteplats. Han vann sedermera loppet efter att ha starta tia till följd av en motorbestraffning. 
Hamilton vann även Qatars Grand Prix efter att ha startat i pole position. Alonso kom här på en tredjeplats och tog därmed sin första pallplats på över sju år.

### December
I Saudiarabiens Grand Prix lyckades Hamilton återigen ta segern från pole position vilket innebar att han och Max Verstappen stod på exakt lika många poäng inför säsongens sista lopp.
I säsongsavslutningen i Abu Dhabi tog Max Verstappen pole position framför Lewis Hamilton. Britten kom dock förbi i starten och ledde sedan nästan hela loppet fram tills det att en säkerhetsbil kallades ut på banan med fem varv kvar. I detta läge valde Mercedes att lämna Hamilton kvar på banan med sina gamla däck medan Red Bull tog in Verstappen och satte på nya mjuka däck på bilen. När säkerhetsbilen sedan kallades tillbaka med ett varv kvar att köra låg Verstappen precis bakom Hamilton som var först på banan. Verstappen lyckades köra om Hamilton på det sista varvet och vann därmed både loppet och sin första världsmästartitel i karriären. Verstappen blev i och med detta den 34:e världsmästaren i Formel 1 samt den första nederländaren att ta titeln. Mercedes vann dock konstruktörsmästerskapet för åttonde året i rad.

### Efterspel
Den 19 mars 2022 publicerade FIA en rapport som brittiska Sky sports  tagit del av. I denna erkände det internationella bilsportförbundet att det genomfördes ett regelbrott i samband med upplösningen i Abu Dhabis Grand Prix. Rapporten slår fast att det handlade om mänskligt misstag och resultaten kommer inte att ändras.